# Бук (ядерная энергетическая установка)
Бук, БЭС-5 «Бук» — ядерная энергетическая установка, выпускалась НПО «Красная звезда» с 1970 года. Всего по программе «Легенда» был выпущен 31 спутник, снабжённый установкой «Бук».

## История
Ядерная энергетическая установка «Бук» разрабатывалась с 1960 года в НПО «Красная звезда». Для космических аппаратов серии УС-А («Управляемый Спутник Активный») по программе «Легенда». Всего по программе было запущено 33 спутника, из них 31 с установкой Бук. Первый аппарат этой серии был запущен 3 октября 1969 года с космодрома Байконур под именем «Космос-367», но уже на втором витке произошел расплав активной зоны, и аппарат пришлось вывести на орбиту захоронения.
В 1973 из-за ракеты в Тихий океан упал ещё один спутник с реактором в подкритическом состоянии с установкой.
В 1983 году отработавшую установку спутника Космос-1402 не удалось вывести на орбиту захоронения, сработал система разделения, и 7 февраля активная зона сгорела над островом Вознесения.
В сентябре 1977 года с космодрома Байконур был запущен спутник «Космос-954», который упал на территорию Канады 24 января 1978 года, частично разрушившись в плотных слоях атмосферы. Спутник перестал отвечать на команды с земли и вошёл в плотные слои атмосферы с исправно работающим «Буком». На территории Канады было найдено 100 фрагментов общим весом 65 кг, часть из которых имела радиоактивность 200 рентген в час. На поиски и ликвидацию последствий было потрачено около 14 миллионов долларов.
В 1980-х годах на орбиту были выведены спутники «Космос-1860» и «Космос-1412», части которых были замечены на орбите в феврале 2018 года, в то время как остальная захоронена на ККК.
В 1988 году спутник «Космос-1900», начал терять высоту и снижаться, но 30 сентября включилась защитная система, которая увела его на орбиту захоронения.
Из-за низкой продолжительности работы (всего 120 суток) приходилось запускать по 3 спутника в год.
В 2009 году стало известно, что спутник «Космос-1818» («Плазма-А») частично дефрагментировался, чем вызвал обеспокоенность на Западе и реакцию СМИ, ссылающихся на бюллетень НАСА от 2008 года, однако российский специалисты заверили, что никакой опасности нет.
В 2019 году выяснилось, что калий-натриевые капли, оставшиеся от работы установок серии, могут угрожать спутникам, находящимся на орбите в 950 км.

## Устройство
В установку входили реактор на быстрых нейтронах БР-5А с тепловой мощностью 100 кВт - данный реактор на данный момент является самым компактным из всех созданных человеком. В качестве топлива использовался высокообогащëнный уран, в качестве теплоносителя — калий-натриевый эвтектический сплав с температурой плавления -12,6°C. От установки с выходной электрической мощностью 3-5 кВт питался бортовой радиолокатор бокового обзора. Работала установка 120 суток на орбите в 270 км. Активная зона реактора состоит из 37 элементов - ТВЭЛов с термоэмиссионными преобразователями и одновременно МГД-насосами, обеспечивающими циркуляцию NaK-теплоносителя.
Реактор экранировался только со стороны радара. После окончания работы спутник делился на две части, одна захоранивалась на ККК, а другая, с установкой «Бук», продолжала висеть на орбите в 750—1000 км — предполагалось, что через 250 лет эти останки начнут падать на Землю. Рабочим телом установки являлось 30 — 50 кг урана-235, размещëнного в 37 ТВЭЛах-преобразователях; теплоноситель состоял из калиево-натриевой смеси. Активная зона была окружена большим бериллиевым отражателем нейтронов, в отражателе находилось 6 бериллиевых цилиндрических блока, которые с помощью привода могут поступательно перемещаться в одной оси, и с помощью этих блоков осуществляется изменение нейтронного поля активной зоны и управление нейтронной и соответственно тепловой мощностью реактора.
После аварии спутника «Космос-954» в 1978 году была изменена конструкция установки, все тепловыделяющие элементы стали принудительно выталкиваться газовым исполнительным механизмом

## Применение
Создавались под серию разведывательных спутников «Космос» для министерства обороны. Использовались в 1982 году, во время англо-аргентинского конфликта за Фолклендские острова. Система передавала точную тактическую обстановку, что позволило предсказать время высадки английского десанта.